# Pritzwalker Silberfund
Koordinaten: 53° 8′ 55,9″ N, 12° 10′ 39,5″ O
Der Pritzwalker Silberfund bezeichnet einen Hortfund, der zugleich bis dato einer der größten und kunsthistorisch bedeutendsten Schmuckfunde des späten Mittelalters ist.

## Fund
Der Fund wurde in der Innenstadt von Pritzwalk um 1870 bei Bauarbeiten auf einem Grundstück in der Roßstraße geborgen. Mindestens 432 silberne, teils vergoldete Schmuckstücke mit einem Gesamtgewicht von 1514 Gramm und wohl auch zahlreiche Münzen, die heute jedoch zu großen Teilen verschollen sind, kamen zu Tage. Nach Ausweis der sechs noch erhaltenen Münzen gelangte der Schatz nach 1392 in den Boden.
Das Spektrum des im Fund überwiegend enthaltenen Gewandschmucks reicht von aufwändig mit Edelsteinen, Email oder Niello dekorierten Spangen über aufwendige Schließen in Adler-, Greifen- und Löwenform bis hin zu fein gravierten Aufnähblechen und verschiedenen Arten von Knöpfen. Dagegen ist Körperschmuck nur in relativ wenigen Exemplaren von Armreifen und Fingerringen vertreten.
Über den einstigen Besitzer dieser Werke ist nichts bekannt. Vermutet wird aber, dass es sich um einen wohlhabenden Pritzwalker Bürger handelte, der seine Handelsware oder Ersparnisse auf seinem Grundstück vor Feinden verborgen hatte. Alle Schmuckstücke zeigen deutliche Abnutzungsspuren. Es handelt sich also – entgegen der bisherigen Forschungsmeinung – nicht um den vergrabenen Vorrat eines Goldschmiedes oder eines Händlers an neuwertigen, zum Verkauf bestimmten Edelmetallarbeiten. Die stilistische Ausprägung der Werke spricht für ihre Entstehung in Nordostdeutschland oder im südlichen Skandinavien.

## Ausstellung
Die Eigentümerfamilie des Schuhmachermeisters Schröder verkaufte den Fund an einen Händler. Dieser veräußerte den Silberfund wiederum 1896 an das Berliner Kunstgewerbemuseums. Nach 1945 galt er lange als verschollen, bis er 1987 erstmals wieder fast vollständig gezeigt wurde. Ein kleiner Teil (Gewandschmuck) davon wird in der Museumsfabrik Pritzwalk ausgestellt.